# Смологовица
Смологовица (укр. Смологовиця) — село в Иршавской общине Хустского района Закарпатской области Украины.
Население по переписи 2001 года составляло 369 человек. Почтовый индекс — 90110. Телефонный код — 3144. Занимает площадь 0,479 км². Код КОАТУУ — 2121987205.